# Eventis
Eventis — один из операторов мобильной связи в Молдове, работавший в стандарте GSM с 21 декабря 2007 до 5 февраля 2010. До декабря 2010 ожидались продажа компании и возобновление работы оператора. В настоящее время работа оператора не возобновлена, сделка по продаже его имущества признана несостоявшейся.

## Общие сведения
- Стандарт связи: Eventis получил лицензию на работу в стандарте GSM в диапазоне частот 900 МГц и 1800 МГц.
- Номерная ёмкость: Телефонный код сети «Eventis» — 650xxxxx. В международном формате номера имеют вид +373650xxxxx.В распоряжении сети 100 000 телефонных номеров[1].
- Код сети: 259 04, где 259 — мобильный код страны Молдовы, а 04 — мобильный код сети Eventis Mobile.
- Отображение на дисплее: EVENTIS

## История
История компании как сотового оператора начинается с 26 декабря 2006 года. «Eventis» «победил» в тендере, проводимом в Молдове, на право предоставления услуг сотовой связи в стандарте GSM, оставив «Билайн» позади на 17 баллов по итогам второго этапа конкурса и компанию Uniton Prim, не прошедшую во второй этап.
18 января 2007 года компания заплатила 4 млн долларов США за полученную лицензию GSM, оставшуюся половину суммы она должна уплатить за два последующих года.
На 1 января 2010 сеть обслуживала 12 тыс. абонентов.

## Запуск
Начальное планирование сети обеспечили специалисты компаний «МегаФон» и «NokiaSiemens Networks».
Первый звонок в сети состоялся 17 августа 2007 года.
Сеть введена в коммерческую эксплуатацию 21 декабря 2007 года.

## Тарифные планы
В сети «Eventis» действовали четыре тарифных плана:
- «Stimul»;
- «Cvartet»;
- «Meridian»;
- «Mix».

## Акционеры
Акционерами компании «Eventis Mobile» являются:
- Eventis Telecom Holding Ltd (Кипр) — 51 % акций
- Группа молдавских бизнесменов — 49 % акций

## Конкуренты
Конкурентами Eventis являются:
- Orange — предоставляет услуги сотовой связи в стандарте GSM с 1998 года
- Moldcell — предоставляет услуги сотовой связи в стандарте GSM с 2000 года
- Unité — предоставляет услуги сотовой связи в стандарте CDMA с 2007 года
- IDC — предоставляет услуги сотовой связи в стандарте CDMA c 1999 года.

## Банкротство и продажа компании Eventis
- Слухи о банкротстве компании Eventis ходили ещё в конце 2008 года, в феврале же 2009 было официально объявлено, что компания выставлена на торги. Интерес к Eventis проявили T-Mobile и Tele2, российские МТС и «Вымпелком». Продажа компании, однако, не состоялась.[3]
- В ноябре 2009 года оператор мобильной связи Eventis попал в серьёзную долговую яму. Долги перед пятнадцатью кредиторами компании превысили два миллиона леев. Была начата конфискация имущества компании, которое составляет свыше двух миллионов леев. Также Eventis приблизительно в течение года не выплачивал заработную плату своим сотрудникам.[4] Из-за этого по всей стране отключили ретрансляторы Eventis, большая часть столицы Молдовы (в частности, Международный аэропорт Кишинёва) также лишена покрытия этой сети.
- 5 января 2010 года министр экономики Молдовы Валериу Лазэр сделал заявление, в котором официально объявил компанию Eventis Mobile банкротом. Он сказал следующее: «В настоящее время проводятся все необходимые процедуры по переходу клиентов Eventis в другие компании мобильной связи без нанесения ущерба»[5].
- 7 января 2010 года портал «РосБизнесКонсалтинг» и 8 января 2010 года газета «Комсомольская правда в Молдове» опубликовали статьи, в которых прямо заявлено, что оператор мобильной связи Eventis официально признан банкротом и прекратил работу на территории республики Молдова[6][7].
- 13 января 2010 года на сайте comnews.ru появился отзыв представителя компании «Eventis Mobile» на новость о банкротстве «Eventis». Как заявила пресс-секретарь компании Мария Сафронова, «В настоящий момент Eventis Mobile испытывает определённые трудности с обслуживанием кредиторской задолженности, но говорить о процедуре банкротства немного преждевременно. Совместно со вторым акционером мы ищем источники дополнительных инвестиций для выравнивания финансового состояния молдавского оператора, рассматриваем различные сценарии дальнейшего развития сети и оказания услуг абонентам. Сейчас работа с потенциальными инвесторами находится в завершающей стадии»[8].
- По данным сайта «Газета.md», компания «Eventis» с началом 2010 года снова выставлена на продажу. Среди компаний, которые интересуются продажей, снова значатся немецкая компания T-Mobile и шведская Tele2, а также российские МТС и «ВымпелКом»[9].
- 5 февраля 2010 года сеть Eventis перестала работать на всей территории Молдовы. Официальных комментариев компании Eventis Mobile пока не поступало.
- 7 февраля 2010 года временно не работавший сайт Eventis снова открылся. На странице нового сайта стоит надпись «Иди в ногу с Мобильным Миром», и посвящён он мобильной связи, а не компании Eventis.
- 17 февраля 2010 года Национальное агентство по регулированию в области электронных коммуникаций и информационных технологий (НАРЭКИТ) Республики Молдова по просьбе компании Eventis приостановило лицензию на предоставление услуг мобильной телефонной связи сроком на два месяца[10].

В постановлении НАРЭКИТ говорится:
«Агентство приняло соответствующее решение на основании ст. 20 Закона о регулировании предпринимательской деятельности путём лицензирования № 451-XV от 30 июля 2001 г., которой установлено, что действие лицензии может быть временно приостановлено по просьбе её обладателя на срок, не превышающий двух месяцев.»
- 23 апреля 2010 года на сайте Национального агентства по регулированию в области электронных коммуникаций и информационных технологий (НАРЭКИТ) Республики Молдова появился любопытный документ[11], позволяющий предположить, что компания Eventis Mobile все же найдет в 2010 году нового инвестора. Как отметил в статье директор НАРЭКИТ Серджиу Сытник, «Суть переговоров состоит в гарантировании инвестором выполнения прежних обязательств Eventis Mobile, касающихся, в частности, расширения присутствия в регионах». При этом компания, которая изъявила желание купить Eventis, была им не названа.
- 13 мая 2010 года Генеральная прокуратура республики Молдова возбудила уголовное дело по факту отмывания денег в особо крупных размерах и преднамеренного банкротства молдавско-кипрского совместного предприятия «Eventis mobile»[12].

Представители Генпрокуратуры Молдовы заявили, что фирма была создана для отмывания денег заинтересованными лицами в России. Были обнаружены подозрительные переводы средств и, возможно, ряд подставных фирм, которые способствовали быстрому отмыванию денег.
- 7 июня 2010 года представители Eventis Telecom Holdings Ltd опровергли обвинения Генеральной прокуратуры Республики Молдова в отмывании денег. В Eventis Telecom Holdings Ltd подчеркнули, что компании неизвестно о твердых обязательствах Eventis Telecom по размеру инвестиций в Eventis Mobile[13].
- 16 июня 2010 года НАРЭКИТ снова приостановил на двухмесячный срок действие лицензии Eventis Mobile по заявлению администратора несостоятельности СП «Eventis Mobile»[14].
- 2 марта 2011 года в прессе появилась информация, что власти Республики Молдова уже в третий раз собираются выставить на продажу имущество Eventis Mobile, которое включает также лицензию и частоты GSM, использовавшиеся оператором Eventis. По сообщению управляющего несостоятельностью Eventis Mobile Вячеслава Апостола, конкурс по продаже имущества должен состояться 14 марта 2011 года. Заявлена стартовая цена имущества обанкротившегося оператора — 9,8 миллиона долларов (118 миллионов молдавских леев). Одним из потенциальных покупателей считается российско-молдавское СП I-tel sistem, которое уже пыталось купить активы Mobile в конце 2010 года, но сделка не состоялась, так как Вячеслав Апостол обвинил кредиторов Eventis в заниженной оценке имущества компании (3,3 миллиона долларов или 40 миллионов леев)[15].
- 14 марта 2011 года в прессе появилось сообщение, что сделка по продаже имущества Eventis Mobile состоялась. Покупателем стала компания с иностранным капиталом Victormax Sistems, сумма сделки составила 10 миллионов долларов (120 млн леев). Владельцем компании является, по некоторым данным, гражданин Украины[16]. Продажа состоялась в конкурентной борьбе двух компаний — Victormax Sistems и I-tel sistem. После завершения торгов управляющий несостоятельностью Eventis Mobile Вячеслав Апостол сообщил, что генеральная прокуратура Республики Молдова завела уголовное дело в отношении руководителей I-TEL Sistem и Eventis Mobile Максима Селюнина и Юрия Чебана, бывшего директора и учредителя проданной компании[17].
- 22 апреля 2011 года аукцион по продаже имущества Eventis Mobile, который состоялся 14 марта 2011 года, не был завершён подписанием контракта. Стало известно, что сделка не состоялась. Одной из основных причин этому послужили разногласия между управляющим несостоятельностью Eventis Mobile и так называемым комитетом кредиторов. Также на подобный исход дела повлияло наличие судебных решений, которые воспрепятствовали завершению сделки по продаже имущества[18].